# Welcome to the Minority – The A&M Years 1988–1991
Welcome to the Minority – The A&M Years 1988-1991 es un álbum compilatorio de la banda Soul Asylum, conformado por tres discos compactos con trabajos realizados durante su permanencia bajo el sello A&M Records. Para esta edición limitada fueron lanzadas sólo 5000 copias.
El título del álbum, Welcome to the Minority viene de la canción «Down On Up to Me» del álbum de la banda de 1988 Hang Time. El tercer disco es una recopilación en vivo de una gira por Estados Unidos en octubre de 1990.

## Lista de canciones
Todas las canciones escritas y compuestas por David Pirner, a menos que se indique lo contrario. 
| Disco 1: Hang Time |                           |               |          |  |
| N.º                | Título                    | Escritor(es)  | Duración |  |
| 1.                 | «Down On Up to Me»        |               | 2:48     |  |
| 2.                 | «Little Too Clean»        |               | 3:17     |  |
| 3.                 | «Sometime to Return»      |               | 3:30     |  |
| 4.                 | «Cartoon»                 | Daniel Murphy | 3:53     |  |
| 5.                 | «Beggars and Choosers»    |               | 2:59     |  |
| 6.                 | «Endless Farewell»        |               | 4:25     |  |
| 7.                 | «Standing In the Doorway» |               | 3:06     |  |
| 8.                 | «Marionette»              |               | 3:25     |  |
| 9.                 | «Ode»                     |               | 2:20     |  |
| 10.                | «Jack of All Trades»      |               | 2:54     |  |
| 11.                | «Twiddly Dee»             |               | 3:01     |  |
| 12.                | «Heavy Rotation»          |               | 3:56     |  |
| 13.                | «Put the Bone In»         | Terry Jacks   | 3:35     |  |
| 43:09              |                           |               |          |  |

| Bonus track |                     |                                |          |  |
| N.º         | Título              | Escritor(es)                   | Duración |  |
| 14.         | «Just Plain Evil»   |                                | 3:00     |  |
| 15.         | «It's Not My Fault» | Christopher Cerf, Sarah Durkee | 2:49     |  |
| 48:58       |                     |                                |          |  |

| Disco 2: And the Horse They Rode in On |                              |                             |          |  |
| N.º                                    | Título                       | Escritor(es)                | Duración |  |
| 1.                                     | «Spinnin»                    |                             | 2:41     |  |
| 2.                                     | «Bitter Pill»                |                             | 2:49     |  |
| 3.                                     | «Veil of Tears»              |                             | 4:07     |  |
| 4.                                     | «Nice Guys (Don't Get Paid)» |                             | 4:47     |  |
| 5.                                     | «Something Out of Nothing»   |                             | 3:18     |  |
| 6.                                     | «Gullible's Travels»         | Daniel Murphy, David Pirner | 4:19     |  |
| 7.                                     | «Brand New Shine»            |                             | 3:16     |  |
| 8.                                     | «Easy Street»                | Daniel Murphy, David Pirner | 3:36     |  |
| 9.                                     | «Grounded»                   |                             | 3:20     |  |
| 10.                                    | «Be On Your Way»             |                             | 3:02     |  |
| 11.                                    | «We 3»                       |                             | 4:11     |  |
| 12.                                    | «All the King's Friends»     |                             | 3:09     |  |
| 42:35                                  |                              |                             |          |  |

| Bonus track |                            |          |  |
| N.º         | Título                     | Duración |  |
| 13.         | «Something Out of Nothing» | 3:12     |  |
| 45:47       |                            |          |  |

| Disco 3: Live in Chicago, IL, and Ann Arbor, MI, Oct 1990 |                              |                                               |          |  |
| N.º                                                       | Título                       | Escritor(es)                                  | Duración |  |
| 1.                                                        | «Tracks of My Tears»         | Marvin Tarplin, Smokey Robinson, Warren Moore | 2:54     |  |
| 2.                                                        | «Something Out of Nothing»   |                                               | 3:09     |  |
| 3.                                                        | «Freaks»                     |                                               | 3:20     |  |
| 4.                                                        | «I Put a Spell On You»       | Screamin' Jay Hawkins                         | 2:08     |  |
| 5.                                                        | «Cartoon»                    | Daniel Murphy                                 | 3:42     |  |
| 6.                                                        | «Be On Your Way»             |                                               | 2:57     |  |
| 7.                                                        | «Closer to the Stars»        |                                               | 3:01     |  |
| 8.                                                        | «Marionette»                 |                                               | 3:13     |  |
| 9.                                                        | «All the King's Friends»     |                                               | 3:11     |  |
| 10.                                                       | «Made to Be Broken»          |                                               | 2:38     |  |
| 11.                                                       | «Little Too Clean»           |                                               | 3:25     |  |
| 12.                                                       | «Movin' On»                  |                                               | 4:04     |  |
| 13.                                                       | «Nice Guys (Don't Get Paid)» |                                               | 4:42     |  |
| 14.                                                       | «To Sir With Love»           | Don Black, Marcus London                      | 2:51     |  |
| 45:15                                                     |                              |                                               |          |  |